# Visby
Visby  [ˈviːsbʏ] város Svédország délkeleti részén, Gotland megyében, Gotland község területén, Gotland szigetén.
Székhelye Gotland községnek. A város lakossága 23 576 embert számlál. A város kiemelkedő állapotban fennmaradt városmagja 1995 óta az UNESCO Világörökség egyik helyszíne. A legjelentősebb történelmi romok között találjuk a 3,4 kilométer hosszú városfalat, amely a város magját öleli körbe, valamint számos templom romjait.
Visby népszerű nyári üdülőhely a skandináv országokban élők számára és több ezer látogató keresi fel évente. A svéd szárazföldön túli területeken ez a leglátogatottabb idegenforgalmi célpont. A Gotlandi Egyetem Visbyben található, amely 2013. július elseje óta az Uppsalai Egyetem kihelyezett tagintézményeként működik az Uppsalai Egyetem–Gotlandi Campusa név alatt. Visby egyúttal az egyetlen olyan megyeszékhely Svédországon belül, amelyet mind a tengeren, mind légi úton el lehet érni.

## Nevének eredete
Visby neve az ónorvég vis, azaz pogány áldozati hely szóból ered, míg a by utótag a falu jelentéssel bír. A 14. században keletkezett Gutasagában a vis jelentése szent hely, istentisztelet helye jelentésű.
Visbyt időnként a Rózsák városa néven is emlegetik, valamint a Romok városa elnevezés is jellemző e városra.

## Történelme
Visby legkorábbi történelmi említése bizonytalan, de úgy tudjuk, hogy időszámításunk szerint 900-ban már kereskedelmi központként funkcionált. A település már a kőkorszak elején benépesült, feltehetően a friss ivóvíz könnyű elérhetősége és természetes kikötője okán.
A 12. században megépült a Szűz Mária tiszteletére felszentelt Visby székesegyház. A 13. század során átépítették és ekkor alakították ki ma is ismert külsejét. Hivatalosan 1225-ben nyitotta meg kapuit a hívek előtt, mely ceremóniát Linköping város püspöke celebrálta. A következő évszázadok során számos további templomépületet építettek fel a város területén. A város virágkorát a német eredetű Hanza-szövetségnek idején élte.

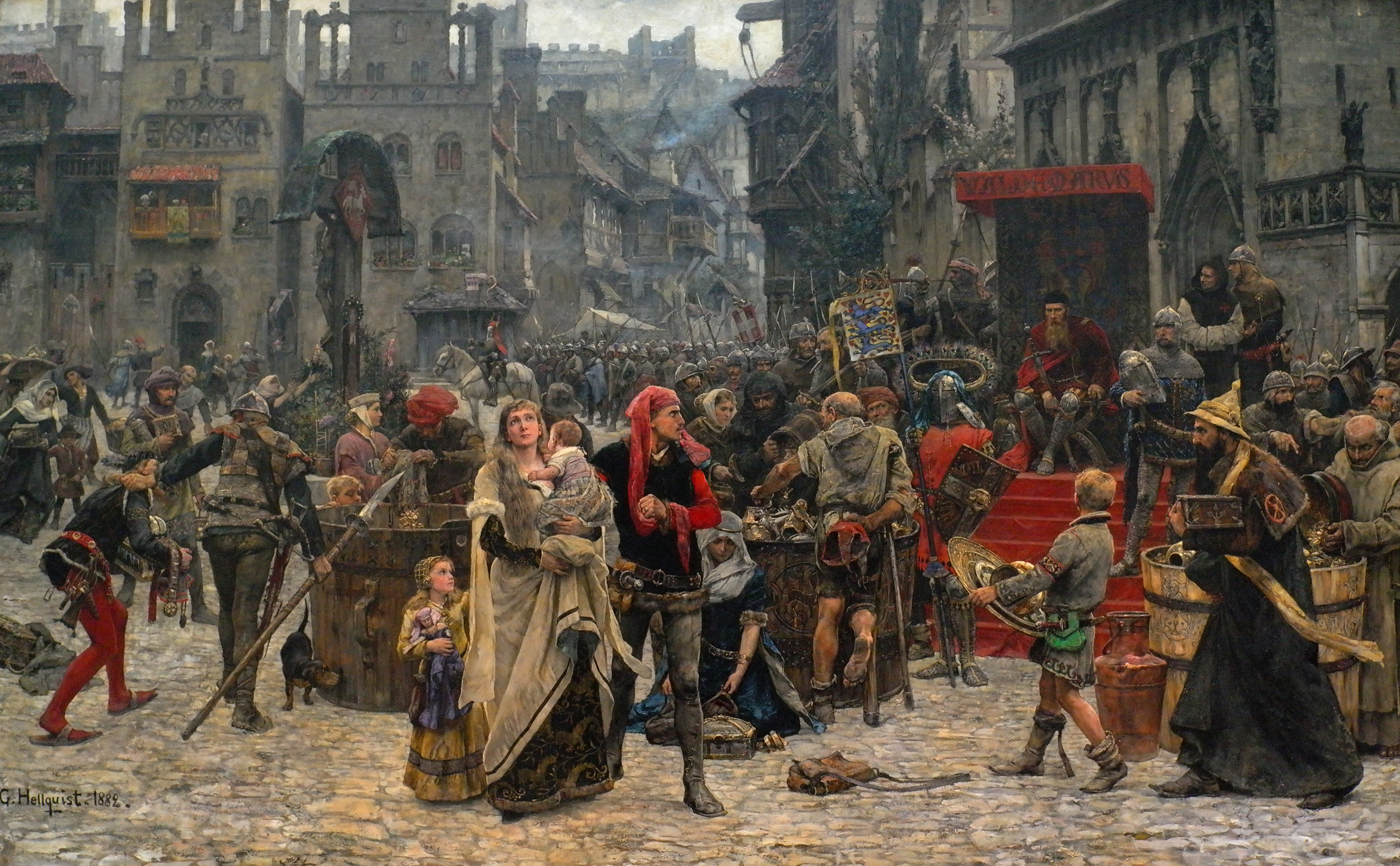
Carl Gustaf Hellqvist svéd festő festménye a városról (1851–1890)

A városfalat a 12. században kezdték el építeni. 1300 környékén átépítették és ekkoriban érte el jelenlegi méreteit, illetve kialakítását tornyaival együtt, jól lehet egyes tornyok a 15. századig nem épültek fel. A falgyűrű jelentős része napjainkban is sértetlenül áll.
A 14. század első felében Visby befolyása és jóléte a virágkorát élte. A Wisbuy törvényeknek köszönhetően széleskörű hajózási jogokra tett szert a város a Balti-tengeren és azon túl.
1361-ben Gotlandot elfoglalta IV. Valdemár dán király és az ütközet során Visby lakosságából 1800 fő veszítette életét a város falainak előterében. Valdemár leromboltatta a városfal egy részét, felállíttatott e falszakasz helyén három nagy méretű söröshordót és azzal fenyegetőzött, hogy ha a városban élő emberek nem töltik meg fosztogatások során arannyal és ezüsttel a hordókat, akkor további pusztítást visz véghez a városban. A városi honatyák teljesítették a király kérését a templomok ereklyéinek felajánlásával. Valdemár uralkodói nevének előtagjául a Gotland királya titulust is felvette. A Hanza Szövetséghez tartozó Visby fenyegetettsége egy a dán királyság elleni háborúba taszította a szövetséget. Ugyanakkor annak ellenére, hogy Valdemár számára számos engedményt tettek a szövetség tagjai, Visby városa mégis dán kézen maradt.
1391-ben, 1394-ben és 1398-ban a várost megtámadták és kifosztották a Vitális Testvérek, akik a Balti-tenger hírhedt kalózai voltak. A Német Lovagrend lovagjai elfoglalták Gotlandot 1398-ban, elpusztították Visby jelentős részét és kiűzték a kalózokat a területről. 1409-ben Ulrich von Jungingen, a Német Lovagrend nagymestere garantálta a békét a Kalmari unióval, amikor eladta Gotland szigetét I. Margit dán királynő részére.
1411-ben VII. Erik dán király megépíttette a visborgi (mai nevén Visby) kastélyát és oda helyezte át székhelyét 12 évre, abban az időben, amikor a város kalózok tanyája volt és ennek nyomán a kereskedelem szünetelt. 1470-re a Hanza Szövetség visszavonta Visby tagságát a szövetségben.

## Galéria
Történelmi részei

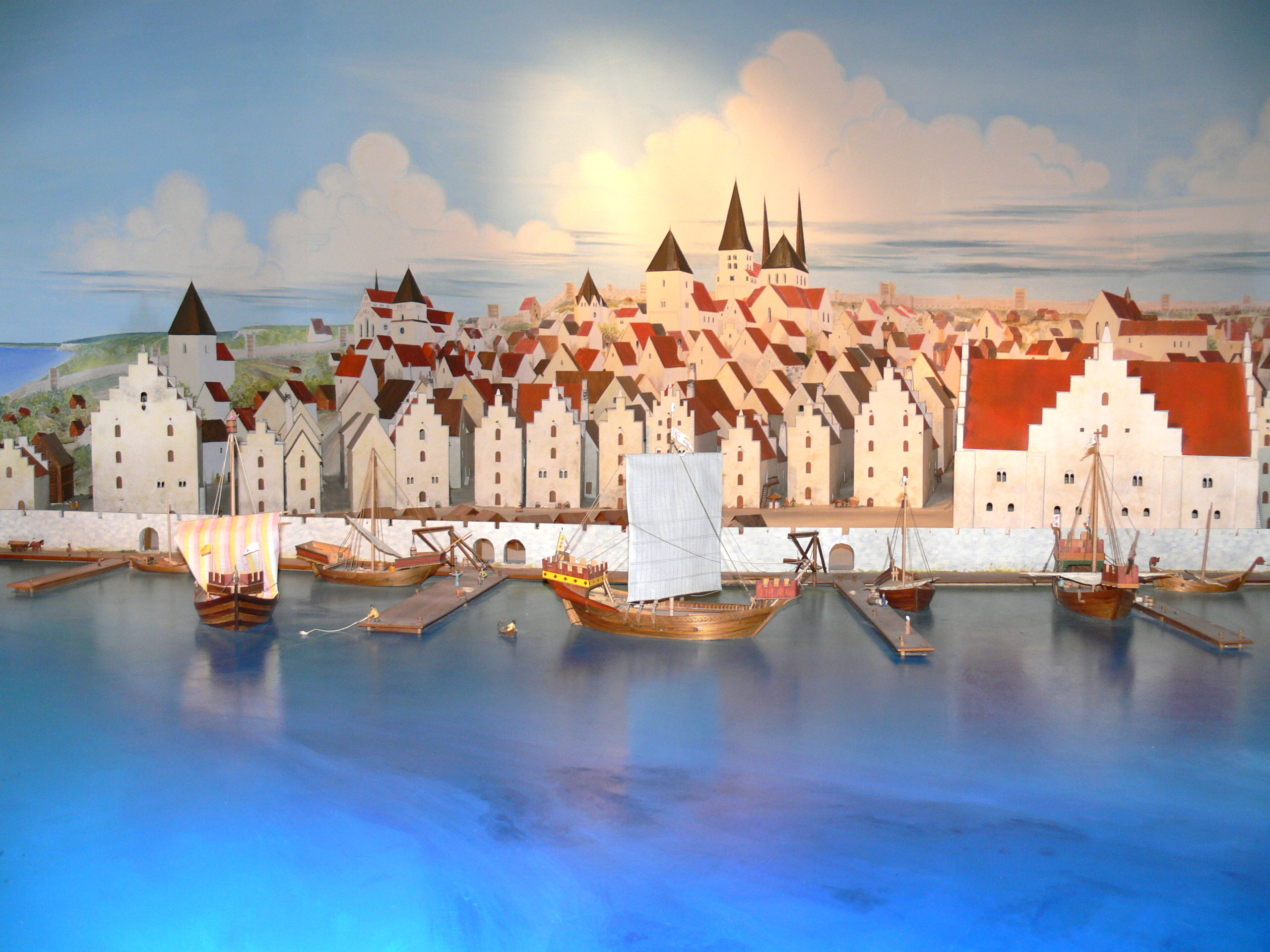
Visby felujított kikötője a középkor idejéből származik
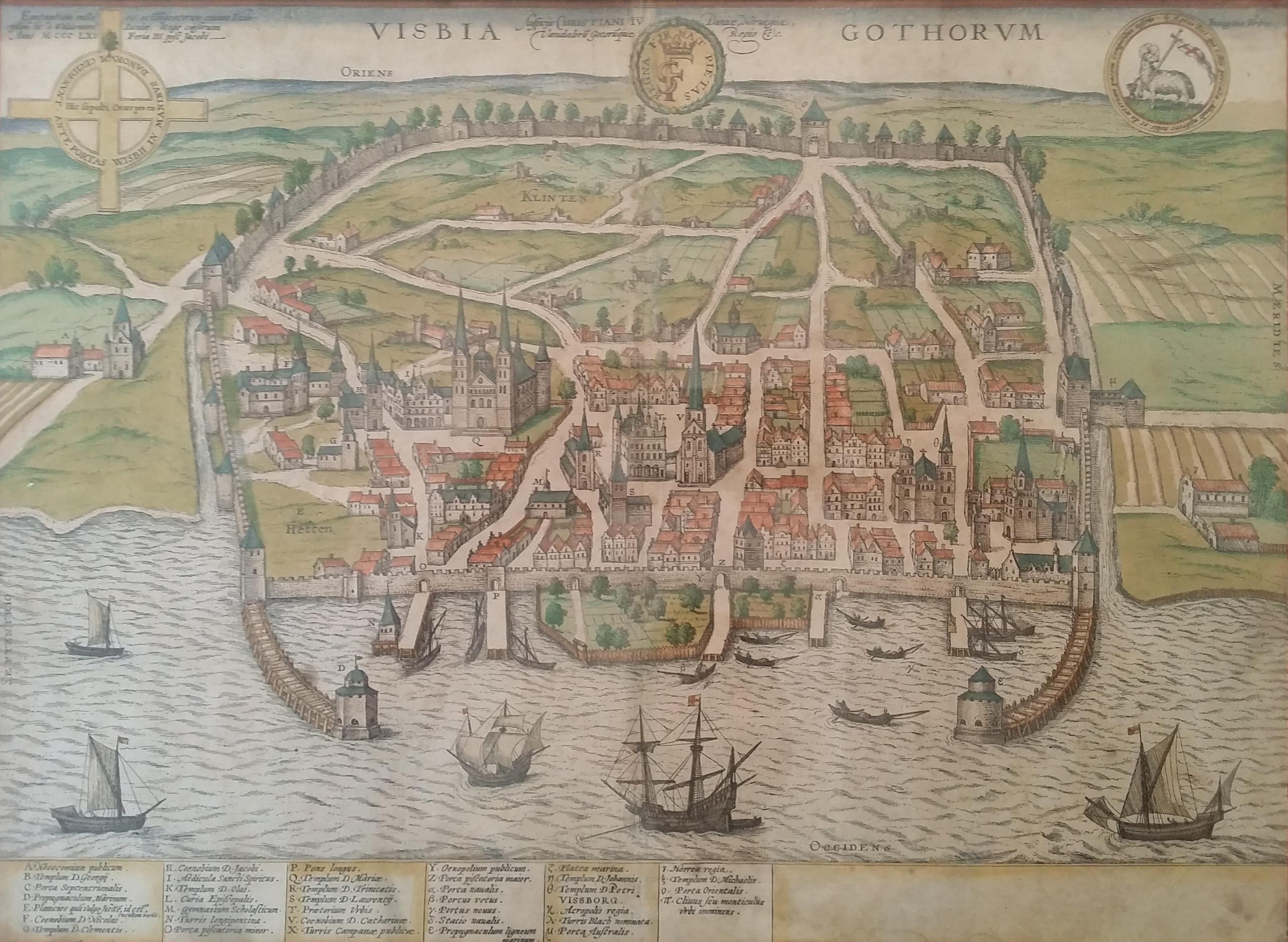
Visby képe egy 1850-es rézkarcon
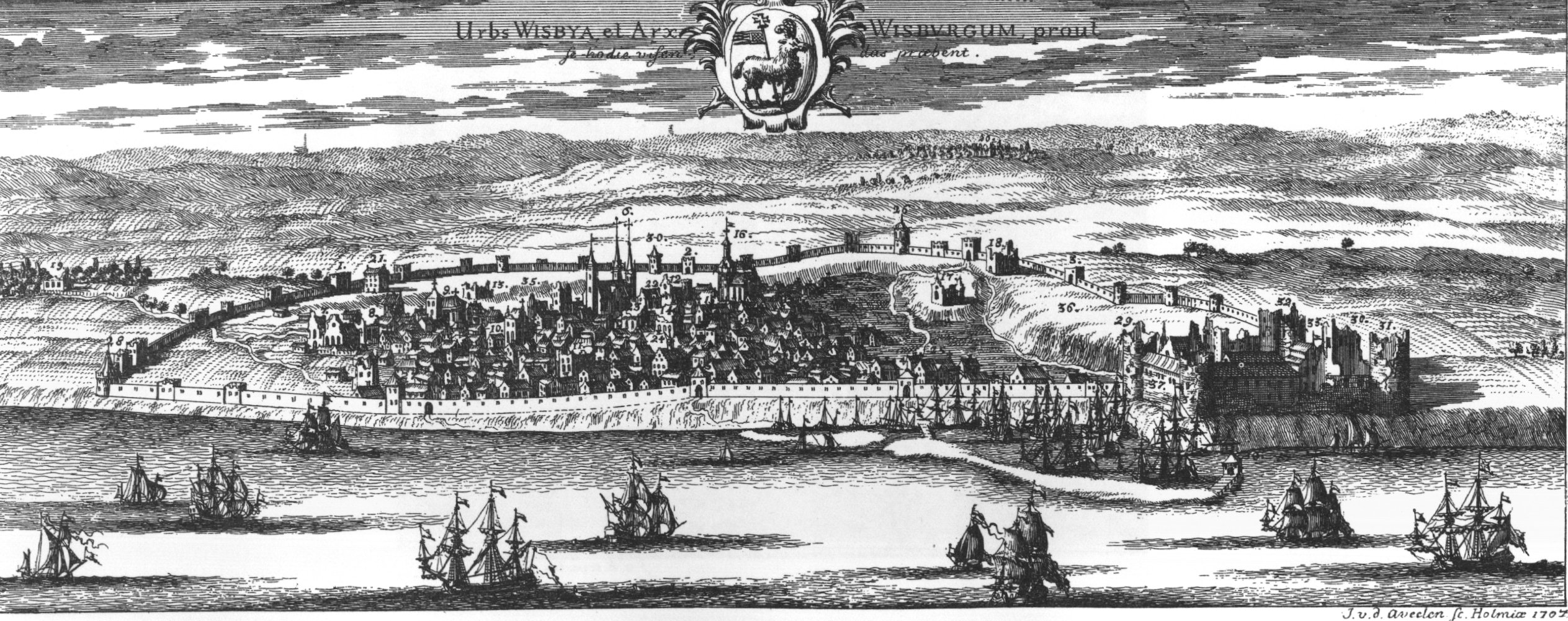
Visby 1700 körül a Suecia Antiqua et Hodierna című műben

Fő látnivalói

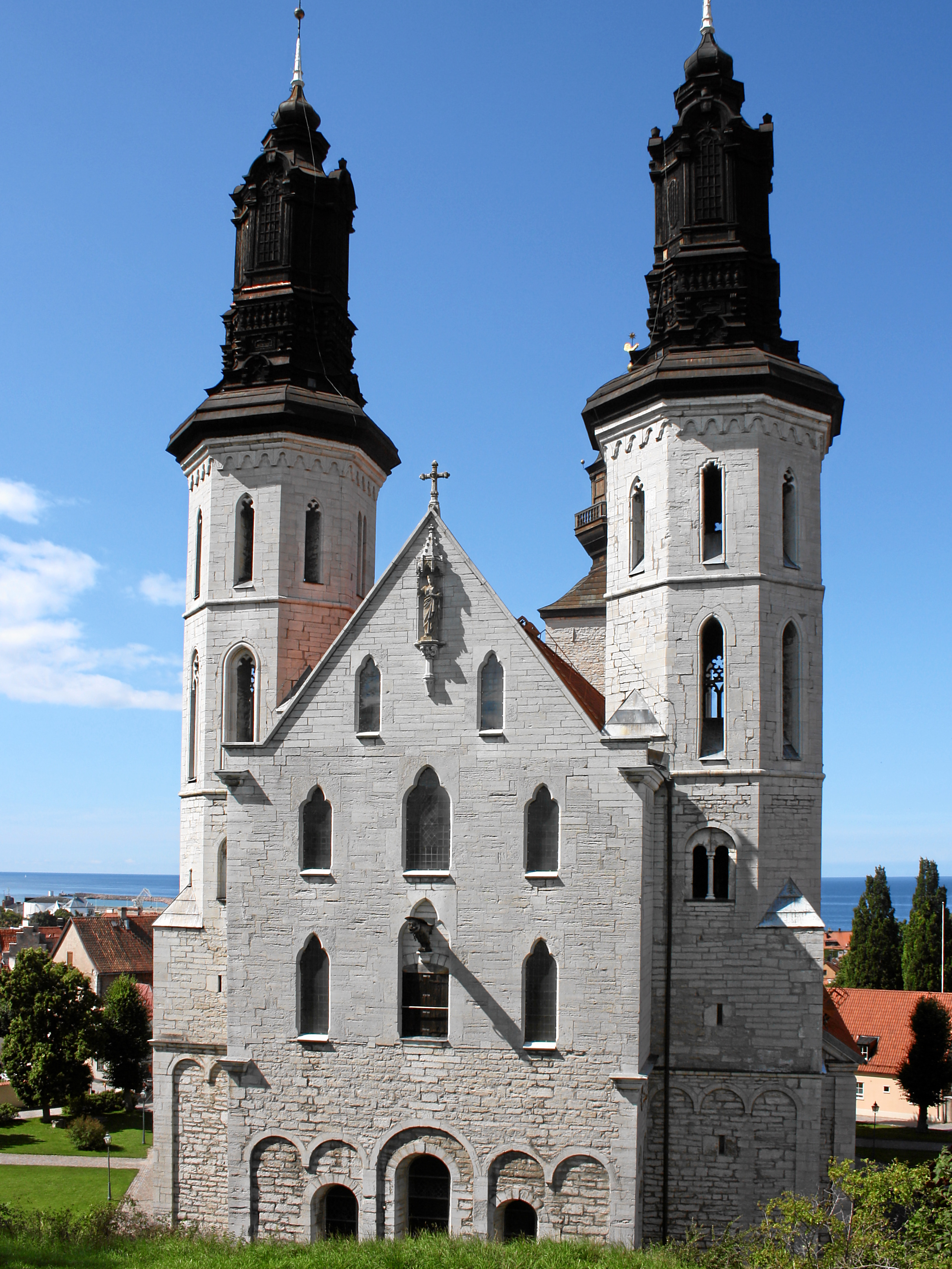
Visby székesegyház, kelet felől
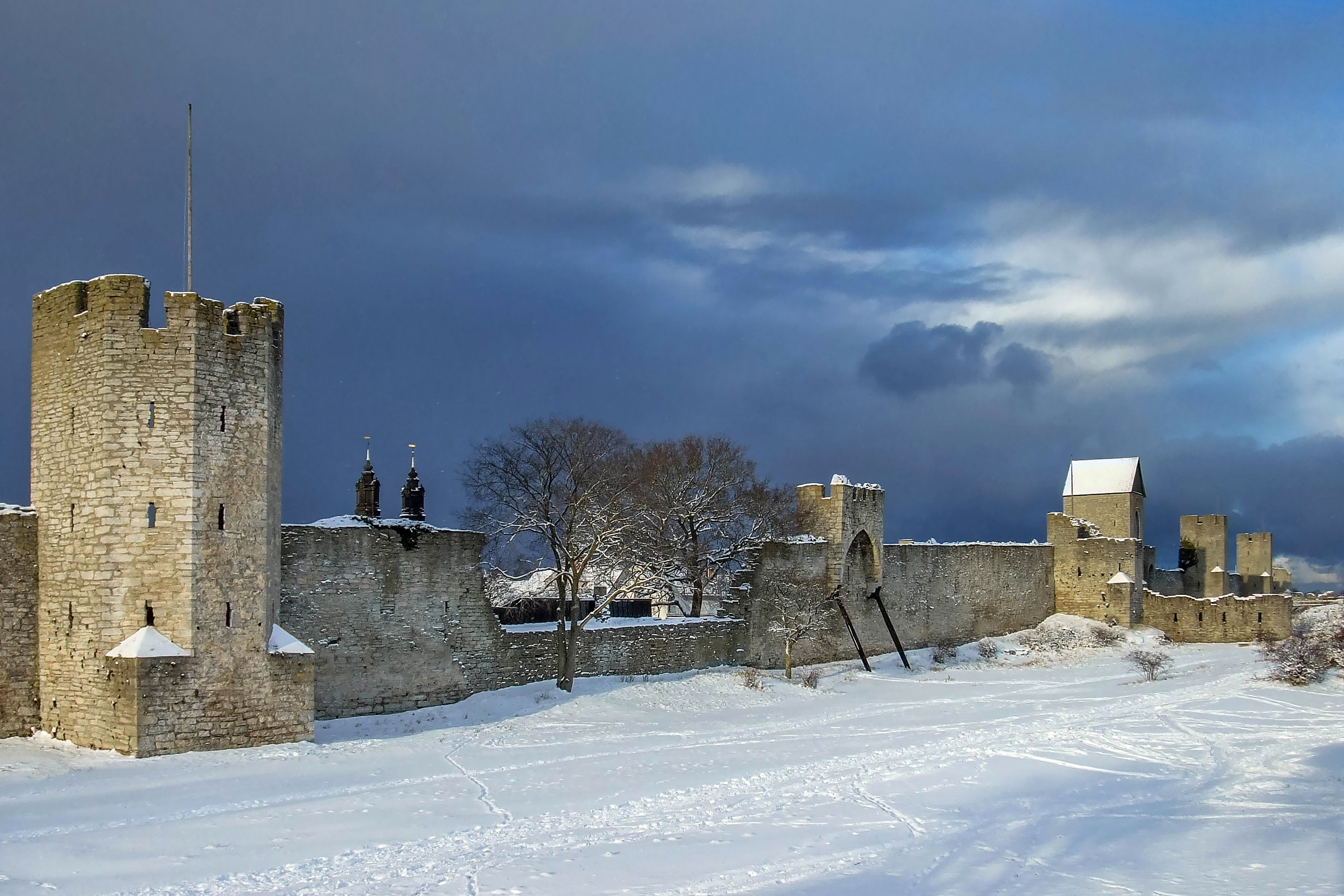
Visby városfala
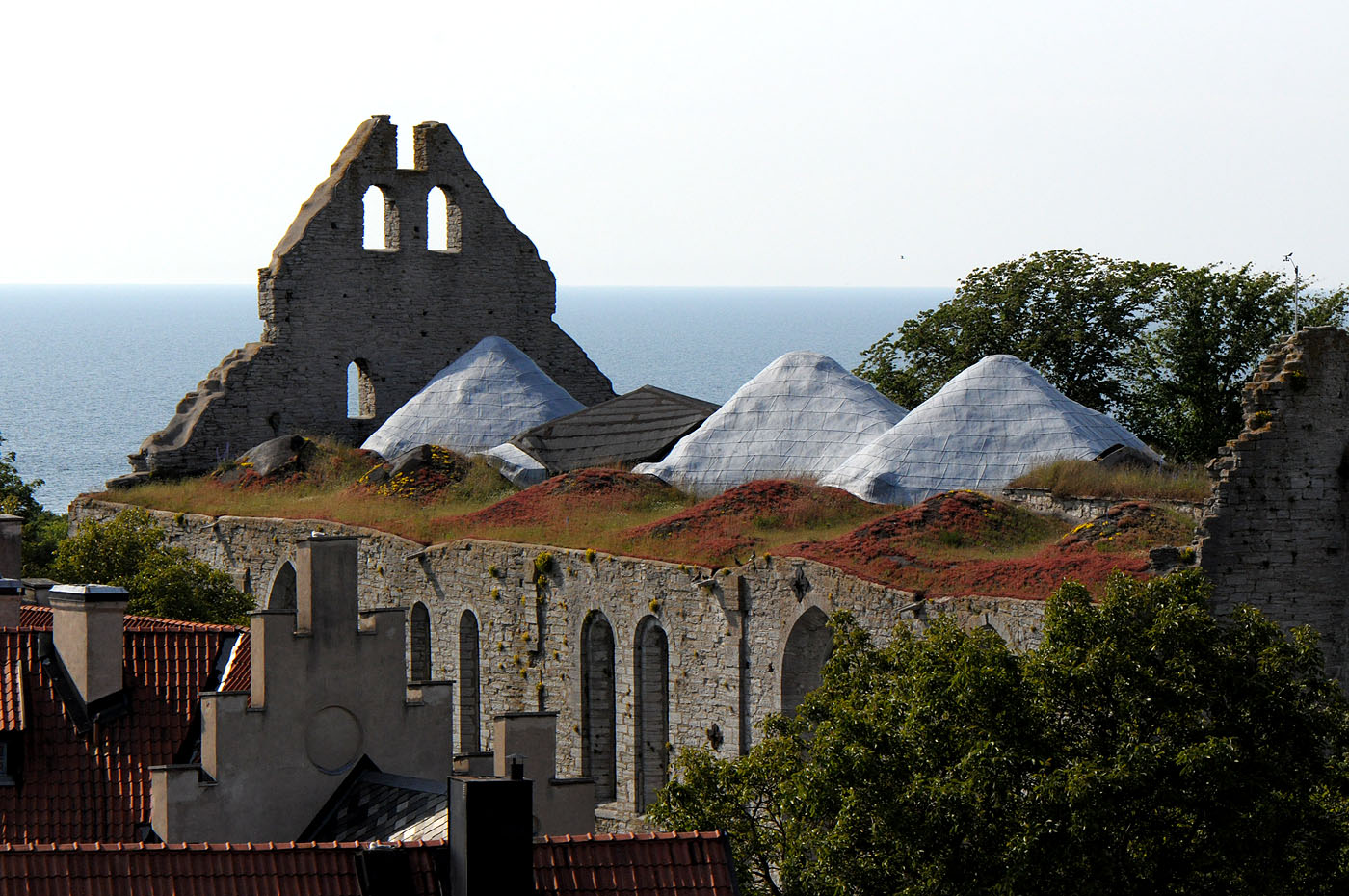
A Szent Miklós-templom romjai
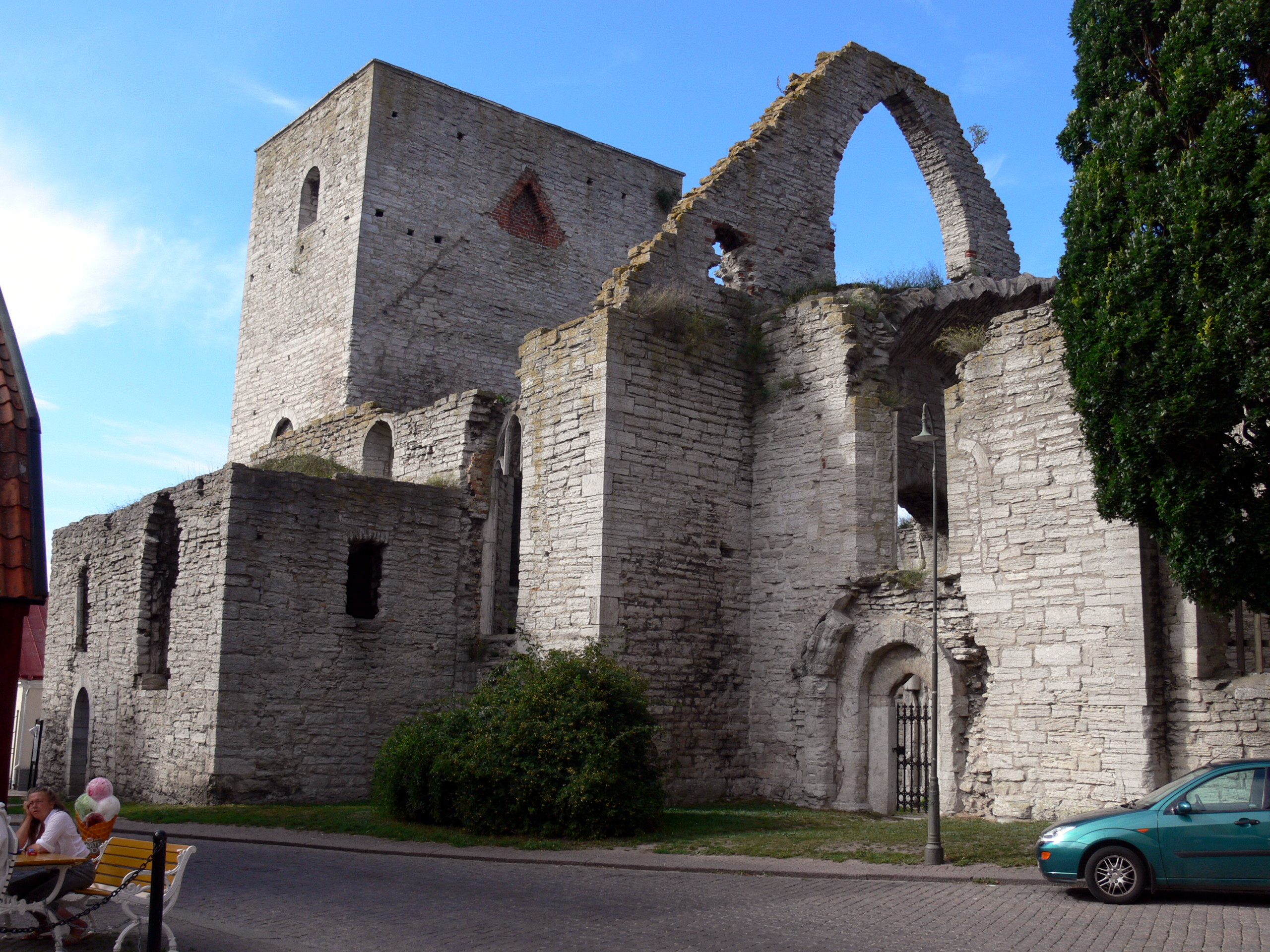
A Szent Drotten-templom romjai

Városképe

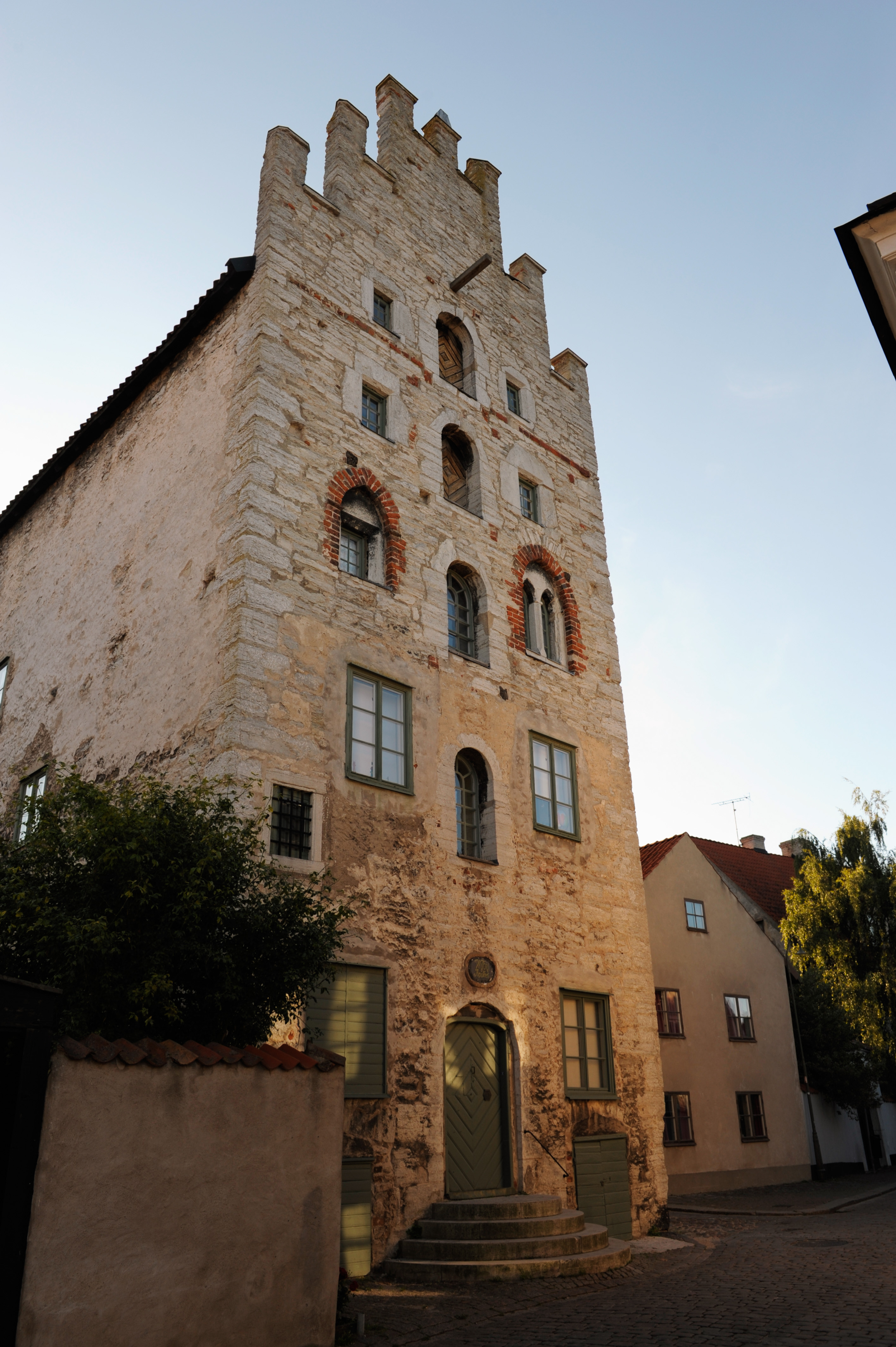
A Strandgatan gyógyszertár régi épülete
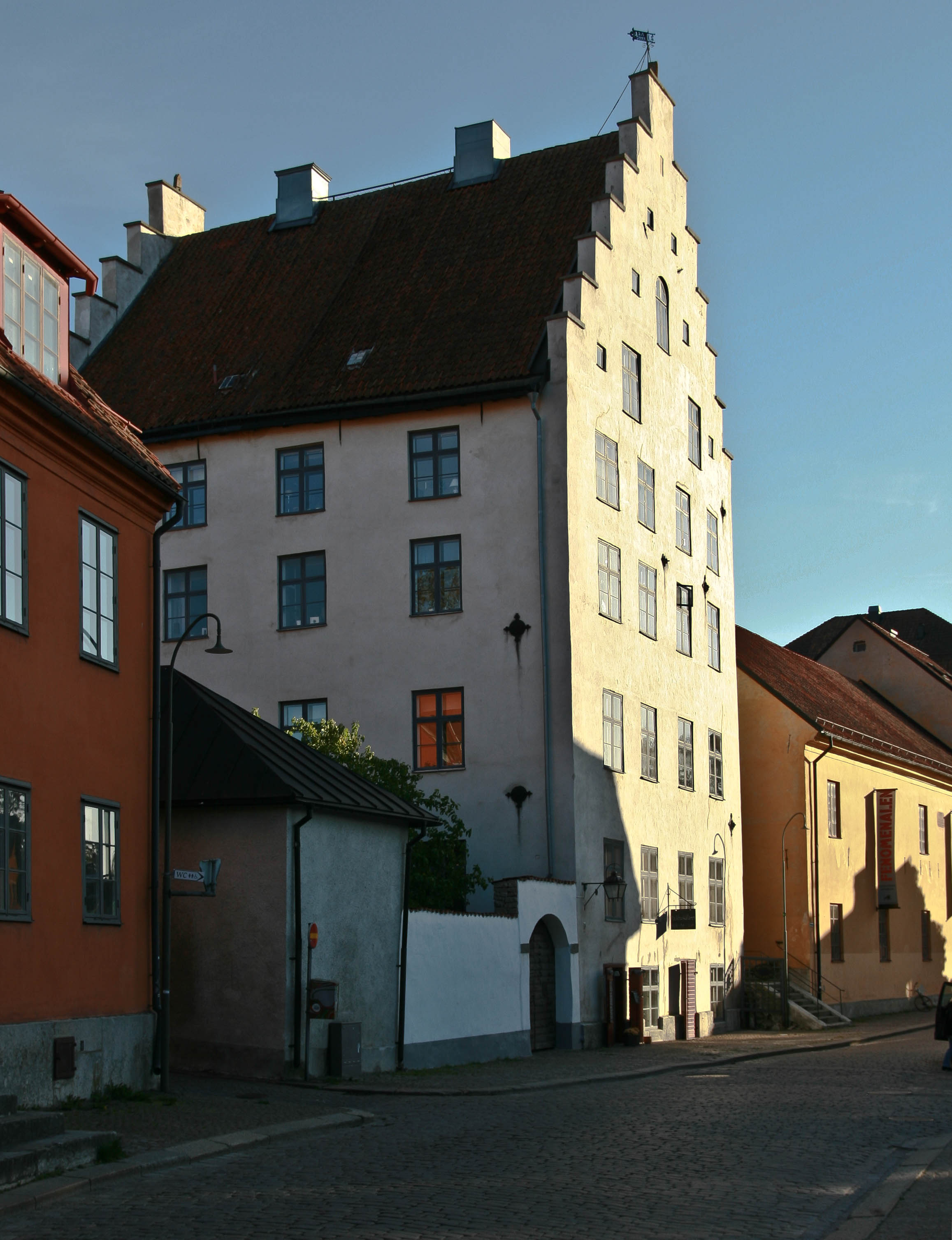
A Liljehornska-ház, Strandgatanban.
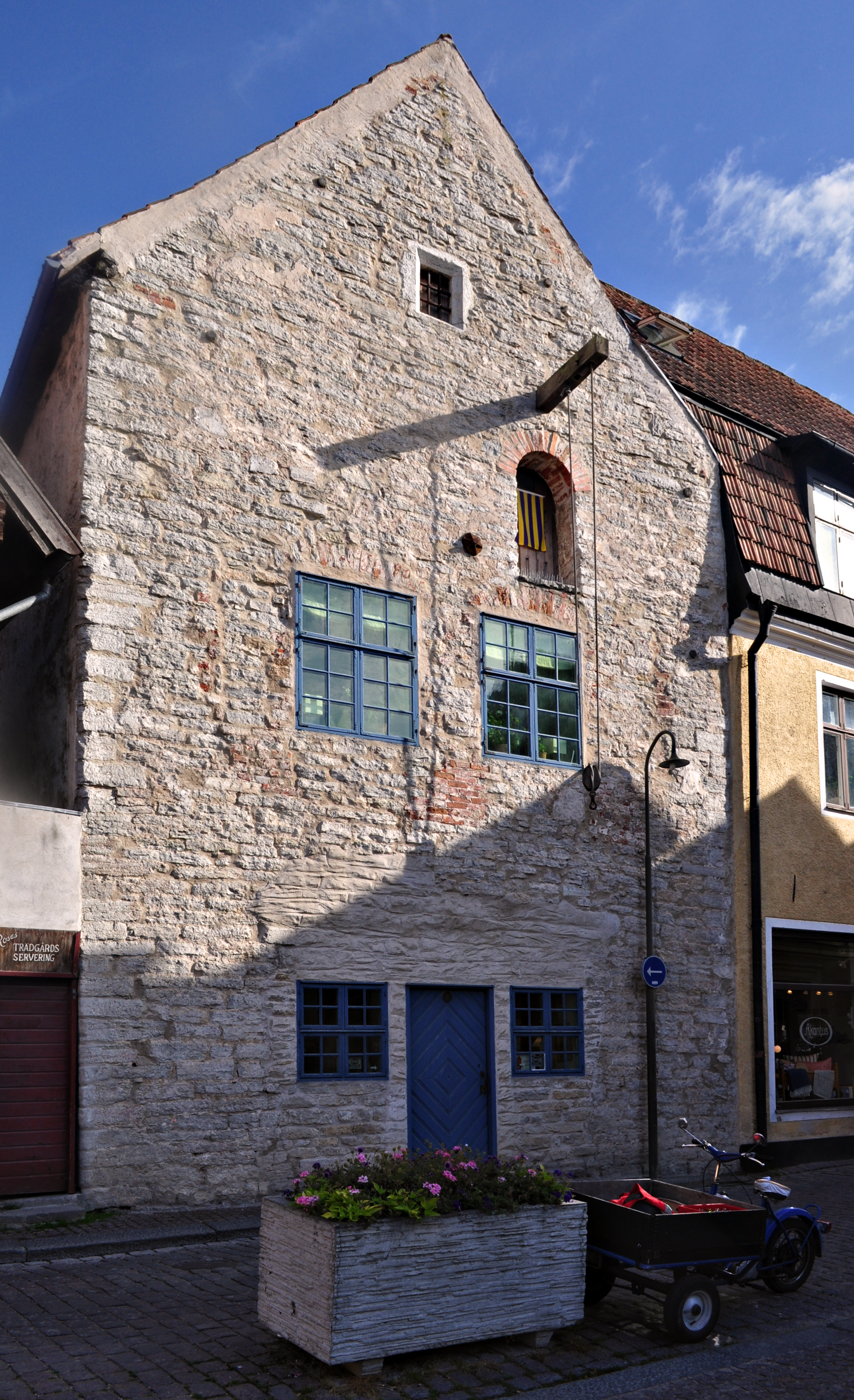
A Hultgrenska-ház, Hansgatanban.
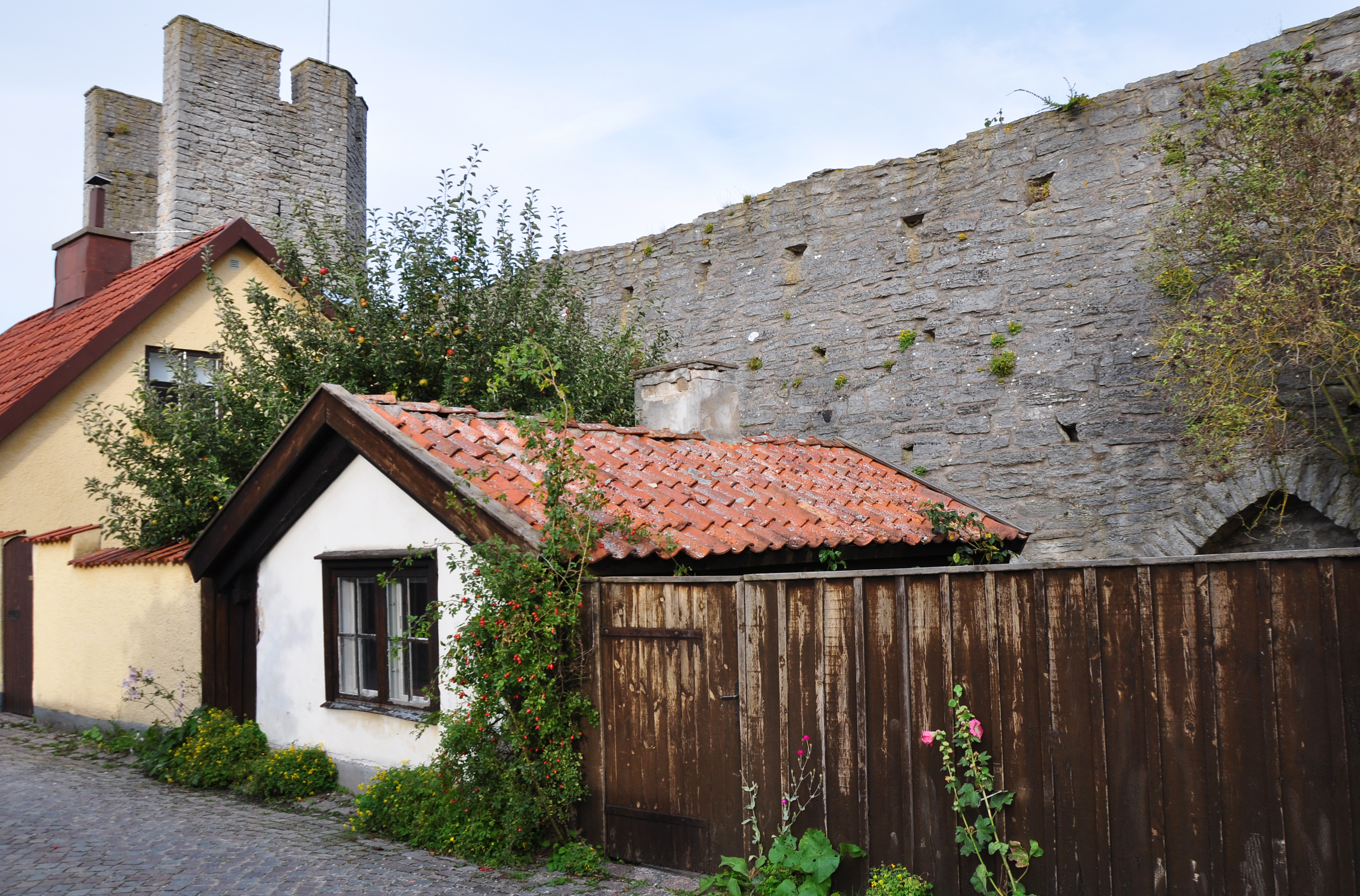
Norra Murgatan.
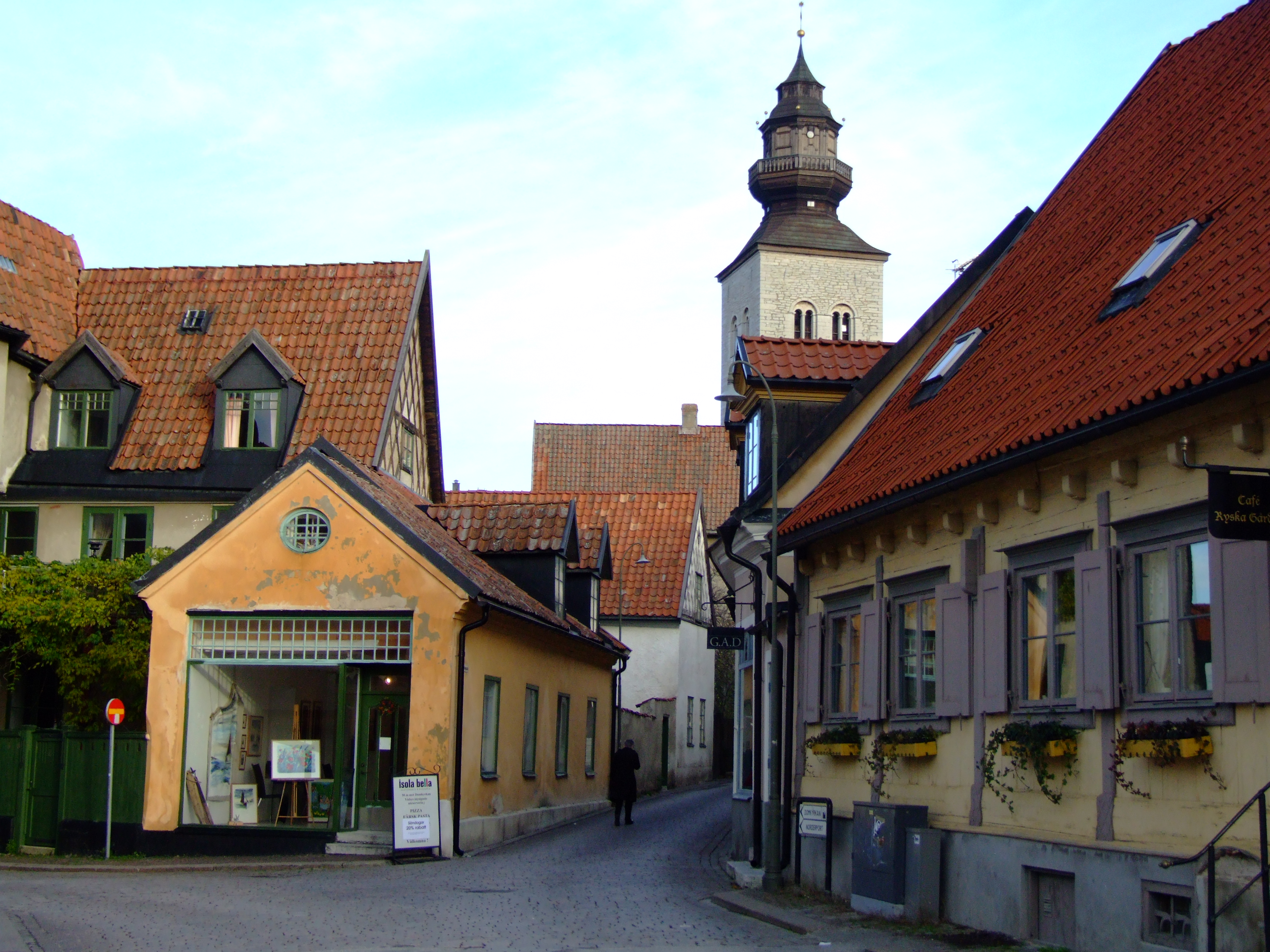
A főtér és Södra Kyrkogatan.

Visby kikötője

## Fordítás
- Ez a szócikk részben vagy egészben  a   Visby című angol Wikipédia-szócikk ezen változatának fordításán alapul.  Az eredeti cikk szerkesztőit annak laptörténete sorolja fel. Ez a jelzés csupán a megfogalmazás eredetét és a szerzői jogokat jelzi, nem szolgál a cikkben szereplő információk forrásmegjelöléseként.